# Dickinsònids
Els dickinsònids (Dickinsoniidae) són un grup enigmàtic de fòssils d'Ediacara amb una morfologia similar a un coixí inflat, a vegades associats a estranys rastres fòssils.